# スカイフォージャー
『スカイフォージャー』（Skyforger）は、フィンランドのヘヴィメタル・バンド、アモルフィスが2009年に発表した9作目のスタジオ・アルバム。

## 背景
本作の歌詞は、フィンランドの叙事詩『カレワラ』の登場人物イルマリネンにインスパイアされている。日本盤ボーナス・トラック「セパレイテッド」は、母国フィンランドでは4月22日に先行シングル「シルヴァー・ブライド」のカップリング曲としてリリースされている。

## 反響
本作からの先行シングル「シルヴァー・ブライド」は、2009年第18週に母国フィンランドのシングル・チャートで1位を獲得。続いてリリースされた本作は、フィンランドのアルバム・チャートにおいて2週連続で1位となり、『エクリプス』（2006年）以来の1位獲得アルバムとなった。そして、2010年7月にはフィンランド国内の売り上げが1万5千枚を超え、ゴールドディスク認定を果たした。
アメリカでは発売初週に1300枚を売り上げ、総合アルバム・チャートのBillboard 200には入らなかったが、『ビルボード』のトップ・ヒートシーカーズでは33位を記録した。

## 収録曲
全曲とも作詞はペッカ・カイヌライネンによる。
1. サンポ - Sampo – 6:08
  - 作曲：サンテリ・カリオ
2. シルヴァー・ブライド - Silver Bride – 4:13
  - 作曲：エサ・ホロパイネン
3. フロム・ザ・ヘヴン・オヴ・マイ・ハート - From the Heaven of My Heart – 5:20
  - 作曲：サンテリ・カリオ
4. スカイ・イズ・マイン - Sky Is Mine – 4:20
  - 作曲：サンテリ・カリオ
5. マジェスティック・ビースト - Majestic Beast – 4:19
  - 作曲：エサ・ホロパイネン
6. マイ・サン - My Sun – 4:04
  - 作曲：トミ・コイヴサーリ
7. ハイエスト・スター - Highest Star – 4:44
  - 作曲：エサ・ホロパイネン
8. スカイフォージャー - Skyforger – 5:15
  - 作曲：エサ・ホロパイネン
9. コース・オヴ・フェイト - Course of Fate – 4:15
  - 作曲：サンテリ・カリオ
10. フロム・アース・アイ・ローズ - From Earth I Rose – 5:04
  - 作曲：トミ・ヨーツセン

### ボーナス・トラック
1. ゴッドライク・マシン - Godlike Machine – 5:19
  - 作曲：トミ・コイヴサーリ
2. セパレイテッド - Separated – 4:18
  - 作曲：トミ・コイヴサーリ

## 参加ミュージシャン
- トミ・ヨーツセン - ボーカル
- エサ・ホロパイネン - リードギター
- トミ・コイヴサーリ - リズムギター
- サンテリ・カリオ - キーボード
- ニクラス・エテレヴォリ - ベース
- ヤン・レックベルガー - ドラムス

アディショナル・ミュージシャン
- Iikka Kahri - フルート、サクソフォーン
- マルコ・ヒエタラ - バッキング・ボーカル
- Jouni Markkanen - バッキング・ボーカル
- トンミ・サルメラ - バッキング・ボーカル
- ピーター・J・グッドマン - バッキング・ボーカル